# Njeno življenje
Njeno življenje (1914) je naturalistični roman Zofke Kveder, v katerem so skozi ženske oči osvetljeni problemi, s katerimi se je ženska srečevala v patriarhalni družbi na prelomu 20. stoletja. Osnovna premisa je razkol med realnostjo in osebnimi željami, hrepenenji. 
Osebe, ki nastopajo v romanu, so mati Tilda Ribičeva, mož Roman, njuni štiri otroci Elica, Mirko, Mimica in Rajko, dekla Lena, stric Robert in drugi. Liki so prikazani izredno naturalistično, Kvedrin celotni opus pa daje velik pomen predvsem ženskim likom, in sicer z neolepšanim in realističnim opisovanjem njihovega trpljenja. Glavna oseba Tilda sledi svoji subjektivni želji po lepšem življenju in zdravju svojih otrok ne glede na to, da jo porazi determiniranost dogovorjenega zakona. Kvedrova je med drugim do kmečkega kolektiva zavzela izrecno negativno pripovedno perspektivo. 

Tilda je predstavljena kot požrtvovalna mati in hkrati morilka ter samomorilka. Silvija Borovnik zapiše: 
»Tako oblikuje Zofka Kveder kot prva v slovenski književnosti povsem nov materinski lik, to je lik matere-morilke, za katerega se zdi, da prav tako ne bi smel obstajati.«

Njena sreča je odvisna od moškega: »Kakor ladja je, ki jo vodi kapitan, kamor on hoče. Kakršen je on, taka je njena sreča.«
Prostora dogajanja sta Trst in Kras, čas pa je obdobje pred prvo svetovno vojno. 

## Vsebina
Roman ima 22 poglavij, sestavljen pa je iz dveh delov. Prvi del govori o Tildinem trpljenju ob slabem možu, drugi del pa prikazuje Tildino razočaranje nad sinom.
Zgodba govori o mladi Tildi Ribičevi, ki je tretji otrok davkarja, visokega in malobesednega očeta ter matere, tihe ženske, ki živi samo za moža in otroke. Njena brata študirata, dekličina prihodnost pa je postavljena v roke lahkomiselnemu in lahkoživemu Romanu Sterletu. Snubec Tildinim staršem obljublja dobro življenje v Dragi, obilo denarja in sreče. Poroke se tako vsi razen Tilde veselijo, celo Romanova mati, ki živi v Trstu, pričakuje, da bo s poroko sin opustil pitje in zapravljanje. Tildine dekliške sanje o srečnem zakonu pa se kmalu sprelevijo v spoznanje, da je njen mož nič drugega kot surovi lažnivec in pijanec. Ko se jima rodi prvi otrok, je do nje sicer še prijazen, kmalu pa se spet vda slabi družbi in kvartanju. Zagreši poneverbo in s tem povzroči materino smrt. Ubogo ženo je sram lastnega moža, ki vsako noč prihaja na smrt pijan in zapravlja vse družinske prihranke, zato se preseli k Romanovemu stricu Robertu. Robert proda hišo v Trstu in Tildi na Krasu kupi novo z nekaj polja. Tukaj živi s tremi otroki – Mirkom, Mimico in Elico ter deklo Leno. Robert na Koroškem pridobi službo za Romana, a jo ta zaradi malomarnosti izgubi, zato se vrne k Tildi in jemlje njene reči in hranilnike otrok ter jih odnese v zastavljalnico. Trpeča mati kljub vsemu proda kravo, moža spodobno obleče in ga prosi, da gre v službo na žago na Tirolskem. Kmalu pa ji umreta otroka zaradi škrlatinke, zato ostane sama z Mimico. Rodi še četrtega otroka – Rajka. Tildo zadene nov udarec, saj ji umre mati, a se na njen pogreb ne odpravi, saj nima za primerno obleko, poleg tega pa mož zaradi nove poneverbe izgubi službo in gre v zapor. Zaradi te sramote umre tudi Tildin oče. Z ljubeznijo vzgaja svoja dva otroka, veliko upanja vliva v Rajka, a ta postaja vse bolj nesramen in pade v slabo družbo. Družini sporočijo, da je mož umrl v zaporu zaradi jetike, za kar si Tilda kar oddahne. Kmalu pa zboli še Mimica, Rajko se po njeni smrti trudi osrečiti mati, a vse dokler zopet ne pade v slabo družbo in se dokončno izkaže kot zvesta slika svojega očeta. Ko obupana in življenjsko strta Tilda izve, da je Rajko kradel prihranke dekli Leni, ga ustreli. Ko se zave svojega zločina, prepiše vso imetje dekli in naredi samomor. 

## Razlage
Silvija Borovnik je v članku Uporništvo ženskih likov v prozi Zofke Kveder (2007) govorila o tem, da je opus Zofke Kveder »en sam upor, upor zoper patriarhalne vzorce življenja«, »njeni literarni liki in njihove zgodbe pa preigravajo eno samo temo – temo ženske in njene nesvobode v vsakdanjem in družbenem življenju.«
Oton Župančič v Književnost in umetnost; Kveder-Demetrović Zofka: Njeno življenje pravi, da je roman »tragična zgodba mučenice-žene in mučenice-matere podana z živim človeškim čutom in ženskim sočutjem« in »ta silna, brezupna borba šibkih moči z neodvratno usodo — vse to je naslikano prepričevalno in resnično, da nas končna katastrofa zgrabi in pretrese. V kolikor je ta knjiga subjektivna izpoved in obtožba, v toliko je resno in važno, dobro in živo delo.«
Janko Kos meni, da je Njeno življenje slovenska različica Maupassantovega romana Une Vie (1883).

## Vplivi za nastanek
Zgledov je imela avtorica v vsakdanjem življenju dovolj, saj je bila marsikatera ženska na začetku 20. stoletja, kot je zapisala Kvedrova, »krmilarica svoje usode«. Med drugim je tudi sama doživela grenak priokus zakona, saj ji mož ni bil zvest. Največji udarec je doživela tudi nekaj let po izidu romana, ko ji je leta 1919 v Pragi zaradi španske gripe umrla hčerka Vladoša.
Janko Kos trdi, da je roman nastal po vzgledu Maupassantovega dela, saj je v njemu moč najti nekaj skupnih motivov in tem, npr. nesrečno dogovorjena poroka, nespoštljiv in slab mož, lik zasanjanega očeta, ki beži pred realnostjo, strah pred spolnostjo itn.
Bolj verjeten zgled je predstavnik češke moderne Josef Svatopluk Machar, ki je kot avtor subtilne moderne lirike očaral tudi s svojo drugo zbirko Zde by měly kvest růže (Tukaj bi morale cveteti vrtnice, 1894). V zbirki govori predvsem o žalostni in pasivni poziciji žensk v družbi, o njihovih čustvenih mankih, nezmožnih uresničitvah. Kvedrova se je nad njegovimi deli navduševala, med drugim pa je avtorja srečala med leti 1864–1942.
Erna Muser v spremnem delu pa se bolj kot na francoske naturaliste sklicuje na Kvedrino življenjsko izkustvo in poznavanje ženskih zgodb.

## Kritike
Kar nekaj kritik je Kvedrova prejela zaradi njenega naturalizma. Ostro so ji očitali slikanje nesrečnega zakonskega življenja, predvsem pa so se osredotočili na lik matere, ki ga je avtorica oblikovala kot žensko, ki je kruto prevarana za svojo življenjsko srečo. Veliko očitkov je prenašala na račun njenih nestvarnih likov, ki pa so bili nedvomno stvarni in navsezadnje tudi simbolni. 
Avtoričina dela so navadno zaključena s samomorom, kar ji očita mnogo kritikov. 
Očitali so ji tudi preveliko emancipacijo. Hotela je šokirati bralce s prikazovanjem moškega obnašanja. Očitali so ji tudi slab jezik in prizora, kot sta bruhanje in rojevanje, ki naj ne bi spadala v visoko literaturo.
Oton Župančič je zapisal:
»Za objektivno umetnino je v delu preveč naivnega operiranja z dedičnostjo, katere zakoni vendar niso tako preprosti in matematično pregledni, kakor hoče pisateljica.«

## Osebe
- Tilda Ribič – preprosto, skromno in milo dekle, ki se prelevi v trpečo mater, skrbno negovalko pijanca in revno samohranilko. Hrepeni po ljubezni in sreči. Je tudi neizkušena, neizobražena (s tem nam Kvedrova predstavi položaj ženske v tistem času).
- Roman Sterle – vitek, krepak in nasmejan moški, ki ne pozna sramu. Odvisen od kvartanja, pijančevanja. Zahrbtno zapravi vsa denar, ne misli na otroke in ženo.
- Rajko – četrti najmlajši svetlooki otrok, ki je nagajiv in priliznjen. Veliko se laže. Do potankosti podoben svojemu očetu.
- Dekla Lena – zvesta služabnica, delavna in predana.

## Motivi
- Motiv alkoholizma, pijančevanja – ima lahko velik vpliv na odvijanje zgodbe in oblikovanje usode. Tildin mož Roman ves čas pije in kvarta, pozneje pa s tem začne tudi sin Rajko.
- Motiv smrti – delo je prežeto s smrtjo, in sicer imamo dve smrti kapi, ki ju povzroži Roman s hudodelstvom, smrt treh otrok zaradi bolezni, detomor Rajka in utopitev Tilde. Z umorom sina se ji zdi, da je naredila prav, a jo začne razjedati dejstvo, da je s tem ubila tudi del sebe.
- Motiv vsiljenega, dogovorjenega zakona – motiv pri Kvedrovi izjemno pogost. Je podlaga za vse nesrečne dogodke v prihodnosti. Krivi pa predvsem starše, ki so v zakone prisilili svoje hčere.
- Motiv revščine – Tilda nima niti toliko denarja, da bi si kupila primerno obleko za materin pogreb.
- Motiv spolnih travm – Kvedrova realistično in neolepšano prikaže travmatične izkušnje in posledično s tem namiguje na obstoječo družbeno stanje.

## Samomor vNjenem življenjuin preostalih Kvedrinih delih
Kar nekaj žensk se v Kvedrinih delih odloči za samomor. Samomor je izhod v stiski, posledica čustvenih stisk, v katerih so se znašle glavne junakinje. V romanu Njeno življenje je prikazan Tildin samomor. 
Vrgla se je dol, ubegana, uboga, željna miru in počitka, pozabljenja. Zamolklo je zapljusknilo pod nočnim nebom. Valovi so kratko udarili ob skale, zažuboreli in zopet se je zgrnilo črno morje v ravno, mirno, molčečo gladino.
Mihurko Poniž je preučevala Kvedrina dela in o samomorih zapisala:
Samomor je pogosto posledica travmatičnega pomanjkanja ljubezni v življenju. Pri večini literarnih oseb, ki pri Kvedrovi storijo samomor, je opazno ravno pomanjkanje le-te: bistvo lastnega življenja opirajo na druge – na ljubezen drugega, odtujene so od lastnega subjekta. Pisateljica samomorov ne opisuje s sentimentalnostjo ali sočutjem; ponudi idejo, da samomor ni smiseln, saj je posledica napačnega razumevanja ženskosti.